# موقد غاز

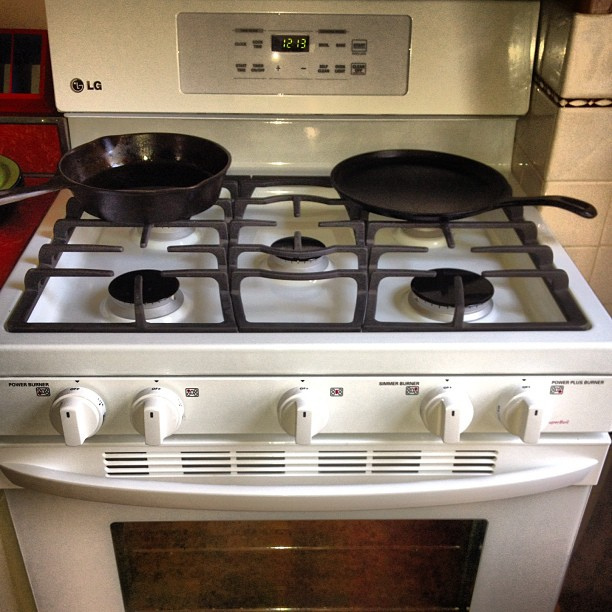
موقد غاز.

موقد الغاز في الطبخ، موقد يستخدم الغاز الطبيعي أو البروبان أو البيوتان أو غاز النفط المسال أو الغازات الأخرى القابلة للاشتعال، كمصدر للوقود. قبل ظهور الغاز، كانت مواقد الطهي تعتمد على الوقود الصلب مثل الفحم أو الخشب. تم تطوير أول مواقد غاز في عام 1820.
لقد أصبحت مواقد الغاز أفضل عندما تم دمج الفرن مع موقد الغاز، وتم تخفيض الحجم ليتناسب بشكل أفضل مع بقية أثاث المطبخ. بحلول عام 1910، بدأ المنتجون في تصنيع مواقد الغاز الخاصة بهم لتسهيل عملية التنظيف. كان اشتعال الغاز في الأصل متقارباً وأعقب ذلك ضوء تجريبي أكثر ملاءمة. هذا كان له عيوب الاستهلاك المستمر للغاز. لا يزال هناك حاجة لإضاءة الفرن عن طريق المضاهاة، وقد يؤدي تشغيل الغاز دون قصد إلى إشعاله إلى انفجار. ولمنع هذه الأنواع من الحوادث، قامت شركات تصنيع الفرن بتطوير وتثبيت صمام أمان يسمى جهاز فشل اللهب لمواسير الغاز (المواقد) والأفران. تحتوي معظم مواقد الغاز الحديثة على إشعال آلي، وأجهزة توقيت آلية للفرن وشفاطات لإزالة الأدخنة.

## اشعال الموقد
تستخدم مواقد الغاز اليوم نوعين أساسيين من مصادر الاشتعال والطيار والكهرباء. يحتوي الموقد مع الطيار القائم على شعلة غاز صغيرة مشتعلة باستمرار (تسمى ضوء تجريبي ) تحت الموقد. الشعلة هي بين الشعلات الأمامية والخلفية. عندما يتم تشغيل الموقد، تضيء هذه الشعلة الغاز المتدفق من الشعلات. تكمن ميزة النظام التجريبي الدائم في أنه بسيط ومستقل تمامًا عن أي مصدر طاقة خارجي. العيب الطفيف هو أن النيران تستهلك الوقود باستمرار حتى عندما يكون الموقد غير مستخدم. أفران الغاز في وقت مبكر لم يكن لديك طيارسابقاً لم تكن تتوفر على هذه التقنية، وكان على المرء أن يشعل الموقد يدوياً. إذا ترك أحد الغاز عن طريق الخطأ، فسيملأ الغاز الموقع وفي النهاية سيملأ الغرفة. يمكن أن تؤدي شرارة صغيرة إلى إشعال الغاز، مما يؤدي إلى انفجار عنيف. ولمنع هذه الأنواع من الحوادث، قامت شركات تصنيع الفرن بتطوير وتثبيت صمام أمان يسمى جهاز فشل اللهب لمواسير المواقد والأفران. یعتمد صمام الأمان علی المزیق الحراري الذي یرسل إشارة إلی الصمام للبقاء مفتوحاً